# Gomibora
Gomibora (ou Gembora, parfois Gombora) est un woreda de la zone Hadiya de la région Éthiopie du Centre. 
Détaché de son voisin Soro avant 2007, ce district est bordé au nord par Gibe, au nord-est par Misha, à l'est par Limu, au sud par Soro, à l'ouest par Omo Nada (sur une courte distance dans la zone Jimma de la région Oromia) et au nord-ouest par Yem,.
D'après le recensement de 2007 réalisé par l'agence centrale de la statistique d’Éthiopie, il a une population entièrement rurale de 93 141 habitants. Près de 92 % des habitants sont protestants, 5 % sont catholiques et 2 % sont orthodoxes.
En 2022, sa population est estimée à 121 158 personnes avec une densité de population de 262 personnes par km2 et 462 km2 de superficie,.
Il fait partie de la région des nations, nationalités et peuples du Sud jusqu'au transfert de la zone Hadiya dans la région Éthiopie du Centre en 2023.